# Матрична функція
Матрична функція — функція, яка відображає матрицю в іншу матрицю.
Всяка аналітична функція може бути використана для утворення матричної функції, що відображає квадратну матрицю з комплексними елементами в квадратну матрицю того ж розміру.
Наприклад, для означення експоненти матриці, щоб отримати аналітичний розв'язок системи лінійних диференціальних рівнянь.
Існує декілька способів розширення дійсних функцій до матричних функцій зі збереженням важливих властивостей (всі вказані способи дають ту саму матричну функцію, але область її визначення може відрізнятись):
- ряд Тейлора;
- діагоналізація матриці;
- розклад Жордана;
- інтегральна формула Коші.

## Приклади

### Приклад 1
Нехай {\displaystyle A} — симетрична матриця. Існує така ортогональна матриця {\displaystyle Q}, що перетворення подібності
{\displaystyle Q^{-1}AQ=J}
приводить її до діагональної форми, де на головній діагоналі стоять власні значення матриці, а усі інші елементи матриці — нулі. За допомогою такого перетворення можна отримувати функції від матриць.
Нехай
{\displaystyle f(\lambda )=f_{0}+f_{1}\lambda +{\frac {1}{2}}f_{2}\lambda ^{2}+...}
- аналітична функція {\displaystyle \lambda } в околі точки 0. Тоді, якщо усі власні значення матриці {\displaystyle A} лежать у цьому околі, можна визначити матрицю
{\displaystyle f(A)=f_{0}I+f_{1}A+{\frac {1}{2}}f_{2}A^{2}+...,}
де {\displaystyle A} — симетрична матриця. Скористуймося перетворенням подібності, визначеним вище:
{\displaystyle Q^{-1}f(A)Q=f_{0}Q^{-1}IQ+f_{1}Q^{-1}AQ+{\frac {1}{2}}f_{2}Q^{-1}AQ\cdot Q^{-1}AQ+...=f_{0}I+f_{1}J+{\frac {1}{2}}f_{2}J^{2}+...=f(J)}
Помноживши ліворуч на матрицю {\displaystyle Q}, а праворуч на {\displaystyle Q^{-1}}, отримаємо
{\displaystyle f(A)=Q(f_{0}I+f_{1}J+{\frac {1}{2}}f_{2}J^{2}+...)Q^{-1}.}

### Приклад 2
Нехай задані дві матриці {\displaystyle A,B}, для кожної з яких відомі матриці перетворення подібності, які переводять кожну з них до діагонального вигляду. Перетворення подібності для їх суми {\displaystyle A+B} невідоме, як і факт наявності або відсутності приєднаних векторів, а необхідно знайти матрицю {\displaystyle e^{A+B}t}, не застосовуючи накопичуваної помилки побудови ряду, в якому бере участь багатократне перемноження матриць. Можна знайти окремо матриці {\displaystyle e^{At}} та {\displaystyle e^{Bt}}. Спробуймо визначити, чи є справедливою рівність
{\displaystyle e^{At}e^{Bt}=e^{A+B}t.} (1)
Використовуючи ряди Тейлора,
{\displaystyle e^{At}e^{Bt}=e^{(A+B)t}+{\frac {t^{2}}{2}}[A,B]+...,}
де
{\displaystyle [A,B]=AB-BA} (2)
називається антикомутатором матриць {\displaystyle A,B}.
Необхідною умовою виконання рівності (1) є переставність матриць {\displaystyle A,B}, тобто рівність нулю комутатора (2). Відзначмо, що комутатор є антисиметричним відносно перестановки матриць
{\displaystyle [A,B]=-[B,A]}.
Можна скористатися цією властивістю для апроксимації оператора {\displaystyle e^{(A+B)t}} у вигляді добутку операторів виду {\displaystyle e^{At}} та {\displaystyle e^{Bt}}. Розгляньмо добуток
{\displaystyle U(t)=e^{At/2}e^{Bt}e^{At/2}=e^{At/2}e^{Bt/2}e^{Bt/2}e^{at/2}=e^{(A+B)t}+{\frac {t^{3}}{24}}[A+2B,[A,B]]+...}
Тут ми скористалися зміною знаку комутатора при перестановці операторів й відкинули член із парним степенем {\displaystyle t^{2}} у виразі для помилки апроксимації. Щоб ще раз підвищити порядок апроксимації, треба відкинути член з непарним степенем {\displaystyle t,} оператор при якому складається із суми парної {\displaystyle ({\frac {1}{2}}[B-A,[A,B]])} та непарної {\displaystyle ({\frac {3}{2}}[A+B,[A,B]])} відносно перестановки операторів {\displaystyle A} та {\displaystyle B} частин. Для цього розгляньмо добуток
{\displaystyle U(t)U(-\alpha t)U(t)=e^{(A+B)(2-\alpha )t}+{\frac {t^{3}}{24}}[A+2B,[A,B]](2-\alpha ^{3})+O(t^{4}).}
При {\displaystyle \alpha =2^{1/3}} отримаємо апроксимацію порядку {\displaystyle t^{4}}, складену у вигляді добутку семи експонент операторів {\displaystyle A} та {\displaystyle B}.
Таким чином, якщо ми хочемо відкинути черговий парний член апроксимації, необхідно скористатися зміною місць операторів {\displaystyle A} та {\displaystyle B} у вже отриманій конструкції.
Операторна експонента буде знайденою у точці
{\displaystyle \Delta t=(2-\alpha )t},
де {\displaystyle \alpha =2^{1/3}}.